# Pardosa pertinax
Pardosa pertinax là một loài nhện trong họ Lycosidae.
Loài này thuộc chi Pardosa. Pardosa pertinax được von Helversen miêu tả năm 2000.